# Roots
Roots (на български: Корени) е шести студиен албум на хевиметъл групата Sepultura, който е издаден на 20 февруари 1996 г. от Roadrunner Records. Продадени са повече от 2 млн. копия по света. Албума е повлиян от новия стил ню метъл, което след време помага на Макс Кавалера и групата му Soulfly.

## Състав
- Макс Кавалера – вокали и китара
- Игор Кавалера – барабани
- Андреас Кисер – китара
- Пауло Джуниър – бас

## Позиции в класациите

### Албум
| Година | Класация         | Позиция |
| ------ | ---------------- | ------- |
| 1996   | US Billboard 200 | 27      |
| 1996   | UK Albums Chart  | 4       |